# Serre d'Oupia
La serre d'Oupia est un massif montagneux situé sur les départements de l'Aude et de l'Hérault entre les villages d'Oupia, Pouzols-Minervois et Mailhac. 
Elle occupe une superficie de près de 750 hectares pour une altitude variant de 80 à 290 mètres.
La serre d'Oupia est classé ZNIEFF.
Le site est occupé par un important parc éolien créé en 2001

## Géologie

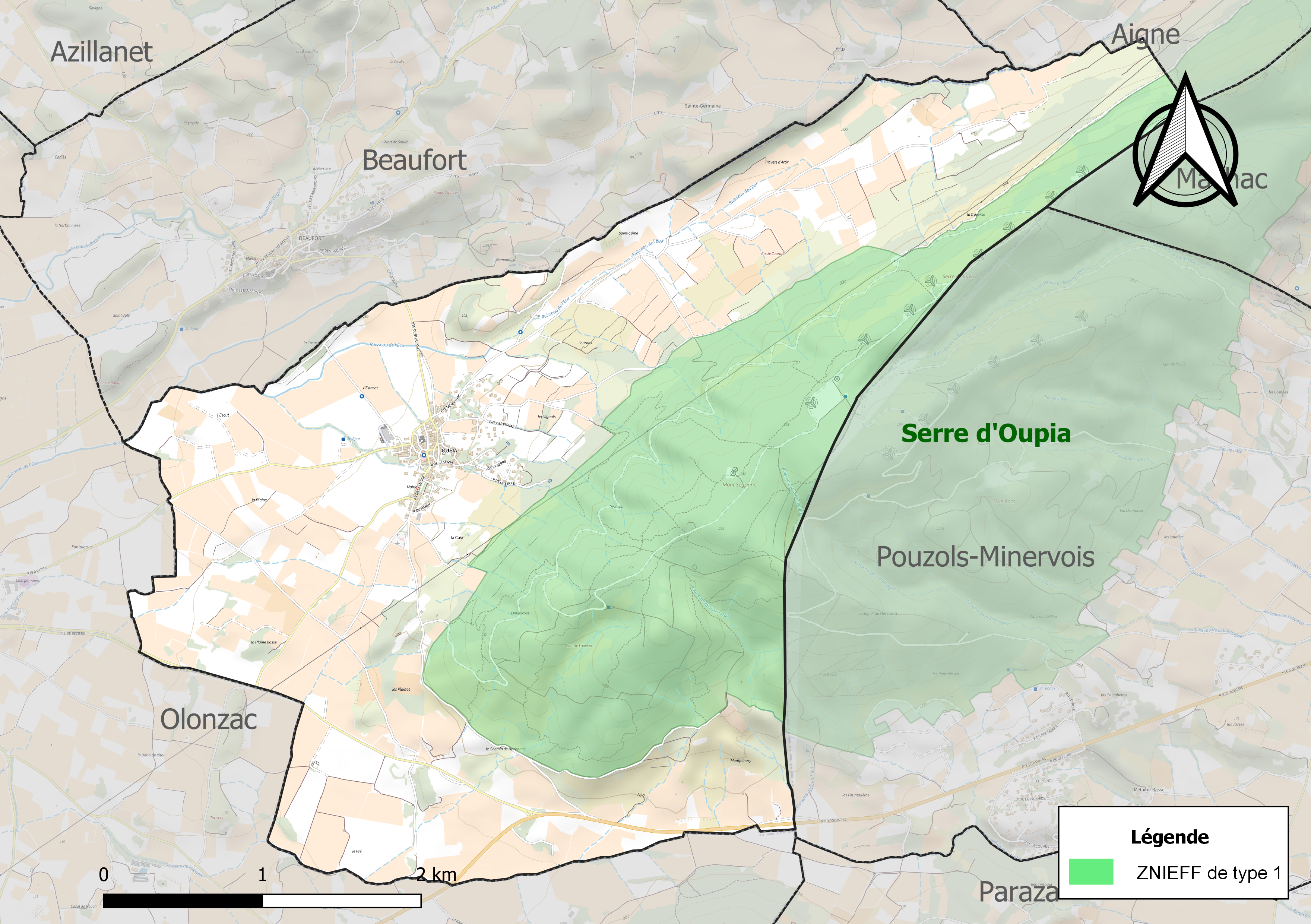
Carte de la ZNIEFF de type 1 localisée sur la commune d'Oupia.

L'anticlinal d'Oupia forme un relief orienté Nord-Est-Sud-Ouest où se remarque la présence de fossiles lacustres éocènes,. Les couches éocènes sont renversées suivant la direction normale et s'atténue graduellement en s'approchant de la vallée de la Cesse,.

## Archéologie
Des vestiges tels que débris de jarres et d'amphores, têts de vases et monnaie d'Antonin y ont été trouvés dans les années 1950.